# Proyecto de energía eólica de Peñascal
El Parque Eólico de Peñascal de 404 megavatios (MW) está localizado en el condado de Kenedy, Texas y fue completado en abril de 2010 por Iberdrola.
El parque eólico tiene 168 turbinas eólicas Mitsubishi MHI 92, cada cual con una capacidad de 2,4 MW.  La instalación creó unos 20 trabajos directos en el mantenimiento y operación de los parques eólicos. Alrededor de 200 personas estuvieron implicadas en su construcción. Iberdrola recibió unos 114 millones de dólares de subvención pública para el proyecto como parte de los fondos estimulantes que fueron liberados en septiembre de 2009.  El 30 de julio de 2010, el sitio web "Programa 1603" de la Hacienda de los EE. UU. apuntó que el Proyecto de Viento Penascal II había recibido una cuantía total de 222.861.149,00 dólares.
El parque eólico incluye un innovador radar que permite detectar la llegada de grandes bandadas de aves migratorias y parar los aerogeneradores si las condiciones de visibilidad son un peligro para estas.